# Paserkānlū
Paserkānlū (persiska: پسرکانلو) är en ort i Iran.   Den ligger i provinsen Nordkhorasan, i den nordöstra delen av landet, 500 km öster om huvudstaden Teheran. Paserkānlū ligger 1 366 meter över havet och antalet invånare är 307.
Terrängen runt Paserkānlū är kuperad.Runt Paserkānlū är det ganska glesbefolkat, med 27 invånare per kvadratkilometer. Närmaste större samhälle är Bojnourd, 13,0 km sydost om Paserkānlū. Omgivningarna runt Paserkānlū är i huvudsak ett öppet busklandskap.